# 남해 전 선원사지
남해 전 선원사지(南海 傳 禪院寺址)는 대한민국 경상남도 남해군 고현면 포상에 있는 고려시대의 절 터이다. 2017년 3월 2일 경상남도의 기념물 제285호로 지정되었다.

## 개요
고려대장경 종경록 27권 "정미세분사남해대장도감개판"명 기록에 따라 남해군 일대가 판각지로 주목되어 왔으나 문헌기록을 뒷받침해 줄 수 있는 근거를 찾기 위하여 2012년부터 남해군에서 경남발전연구원에 의뢰하여 문화재 지표조사를 실시하였고 그 결과 2013년부터 고려대장경의 판각지로 유력한 전 선원사지와 백련암지에 대하여 발굴조사를 실시하게 되었다.
그 결과, 전 선원사지에서는 17동의 건물지와 후원 및 연지 1기 등의 시설물을 확인하였으며 고려문인의 신분을 반영하는 "원숭이모양청자연적"과 함께 청자, 귀목문 와당, 어골문 기와 등 고려시대 유물이 다량 출토되었다.
시굴조사된 건물의 배치와 출토유물 등을 통해 고려시대 귀족이 기거한 별서 건물로 추정되고 있으며 고현면 일대가 고려대장경을 판각한 장소로 비정할 때 전 선원사지는 정안이 자신의 별서를 고쳐서 만든 '정림사'일 가능성도 있다고 조사단은 추정하고 있다.

## 같이 보기
- 고려대장경
- 팔만대장경
- 관음포
- 관음포대첩
- 정지석탑
- 고현면

## 참고 문헌
- 남해 전 선원사지 - 국가유산청 국가유산포털